# Bulbophyllum planibulbe
Bulbophyllum planibulbe là một loài phong lan thuộc chi Bulbophyllum.